# Coppa del Mondo di freestyle 2004
La Coppa del Mondo di freestyle 2004 è iniziata il 6 settembre 2003 a Mount Buller (in Australia) e terminata il 14 marzo 2004 a Salice d’Ulzio (in Italia). La Coppa del Mondo organizzata dalla F..I..S. ha visto gli atleti, sia uomini che donne, competere in quattro discipline del freestyle, ovvero: salti, gobbe, ski cross e halfpipe. Alla fine della stagione oltre alla Coppa del Mondo generale, sono state assegnate anche le Coppe del Mondo delle singole discipline.

## Uomini

### Risultati
| Data             | Luogo                            | Di. | Primo                | Secondo                   | Terzo                  |
| 6 settembre 2003 | Mount Buller, Australia          | AE  | Steve Omischl        | Ou Xiaotao                | Christian Kaufmann     |
| 7 settembre 2003 | Mount Buller, Australia          | AE  | Steve Omischl        | Dzmitryj Daščynski        | Martin Walti           |
| 22 novembre 2003 | Saas-Fee, Svizzera               | HP  | Mathias Wecxsteen    | Vincent Estorc            | Arnaud Rougier         |
| 23 novembre 2003 | Saas-Fee, Svizzera               | SX  | Patrick Schmid       | Isidor Grüner             | Lars Lewén             |
| 5 dicembre 2003  | Ruka, Finlandia                  | AE  | Dzmitryj Daščynski   | Kyle Nissen               | Stanislav Kravčuk      |
| 6 dicembre 2003  | Ruka, Finlandia                  | MO  | Janne Lahtela        | Jeremy Bloom              | Mikko Ronkainen        |
| 19 dicembre 2003 | Madonna di Campiglio, Italia     | MO  | Janne Lahtela        | Mikko Ronkainen           | Toby Dawson            |
| 20 dicembre 2003 | Madonna di Campiglio, Italia     | MO  | Nathan Roberts       | Janne Lahtela             | Travis-Antone Cabral   |
| 7 gennaio 2004   | Les Contamines, Francia          | SX  | Enak Gavaggio        | Xavier Kuhn               | Hiroomi Takizawa       |
| 10 gennaio 2004  | Pozza di Fassa, Italia           | SX  | Karl Heinz Molling   | Jesper Brugge             | Hiroomi Takizawa       |
| 11 gennaio 2004  | Pozza di Fassa, Italia           | SX  | Enak Gavaggio        | Jesper Brugge             | Mathias Collomb-Patton |
| 10 gennaio 2004  | Mont-Tremblant, Canada           | MO  | Marc-André Moreau    | Luke Westerlund           | Tapio Luusua           |
| 11 gennaio 2004  | Mont-Tremblant, Canada           | AE  | Aljaksej Hryšyn      | Warren Shouldice          | Ou Xiaotao             |
| 16 gennaio 2004  | Lake Placid, USA                 | AE  | Steve Omischl        | Aleš Valenta              | Dzmitryj Daščynski     |
| 17 gennaio 2004  | Lake Placid, USA                 | MO  | Janne Lahtela        | Luke Westerlund           | Travis-Antone Cabral   |
| 18 gennaio 2004  | Lake Placid, USA                 | AE  | Steve Omischl        | Aljaksej Hryšyn           | Ryan Blais             |
| 18 gennaio 2004  | Laax, Svizzera                   | SX  | Enak Gavaggio        | Roman Hofer               | Hiroomi Takizawa       |
| 24 gennaio 2004  | Fernie, Canada                   | DM  | Jim Schiman          | Nathan Roberts            | Vladimir Tjumencev     |
| 25 gennaio 2004  | Fernie, Canada                   | AE  | Aleš Valenta         | Steve Omischl             | Ryan Blais             |
| 30 gennaio 2004  | Deer Valley, USA                 | MO  | Toby Dawson          | Janne Lahtela             | Travis-Antone Cabral   |
| 31 gennaio 2004  | Deer Valley, USA                 | DM  | Janne Lahtela        | Jeremy Bloom              | Toby Dawson            |
| 31 gennaio 2004  | Deer Valley, USA                 | AE  | Dzmitryj Daščynski   | Steve Omischl             | Jeret Peterson         |
| 31 gennaio 2004  | Špindlerův Mlýn, Repubblica Ceca | SX  | Xavier Kuhn          | Jesper Brugge             | Roman Hofer            |
| 14 febbraio 2004 | Inawashiro, Giappone             | MO  | Toby Dawson          | Tim Schiman               | Jeremy Bloom           |
| 15 febbraio 2004 | Inawashiro, Giappone             | DM  | Travis-Antone Cabral | Toby Dawson               | Mikko Ronkanen         |
| 14 febbraio 2004 | Harbin, Cina                     | AE  | Aljaksej Hryšyn      | Dzmitryj Daščynski        | Qiu Sen                |
| 15 febbraio 2004 | Harbin, Cina                     | AE  | Steve Omischl        | Joe Pack                  | Qiu Sen                |
| 21 febbraio 2004 | Naeba, Giappone                  | SX  | Hiroomi Takizawa     | Massimiliano Iezza        | Jesper Brugge          |
| 22 febbraio 2004 | Naeba, Giappone                  | MO  | Toby Dawson          | Travis-Antone Cabral      | Jeremy Bloom           |
| 28 febbraio 2004 | Špindlerův Mlýn, Repubblica Ceca | AE  | Ou Xiaotao           | Steve Omischl             | Joe Pack               |
| 1º marzo 2004    | Špindlerův Mlýn, Repubblica Ceca | MO  | Jeremy Bloom         | Janne Lahtela             | Toby Dawson            |
| 6 marzo 2004     | Airolo, Svizzera                 | MO  | annullata.           | annullata.                | annullata.             |
| 7 marzo 2004     | Airolo, Svizzera                 | MO  | David Babic          | Pierre-Alexandre Rousseau | Janne Lahtela          |
| 8 marzo 2004     | Les Contamines, Francia          | HP  | Laurent Favre        | Mickaël Moh Navarro       | Vincent Estorc         |
| 10 febbraio 2004 | Sauze d'Oulx, Italia             | AE  | Steve Omischl        | Dmitrij Archipov          | Dzmitryj Daščynski     |
| 12 febbraio 2004 | Sauze d'Oulx, Italia             | SX  | Jesper Brugge        | Roman Hofer               | Lars Lewén             |
| 14 febbraio 2004 | Sauze d'Oulx, Italia             | MO  | Janne Lahtela        | Pierre-Alexandre Rousseau | David Babic            |
| 13 febbraio 2004 | Bardonecchia, Italia             | HP  | Mathias Wecxsteen    | Aurélien Fornier          | Laurent Favre          |

Legenda:
- AE = Salti
- MO = Gobbe
- DM = Gobbe in parallelo
- SX = Skicross
- HP = Halfpipe

### Classifica generale
| Pos. | Nome               | Nazione     | Punti |
| ---- | ------------------ | ----------- | ----- |
| 1    | Steve Omischl      | Canada      | 76    |
| 2    | Mathias Wecxsteen  | Francia     | 74    |
| 3    | Laurent Favre      | Francia     | 70    |
| 4    | Janne Lahtela      | Finlandia   | 64    |
| 5    | Vincent Estorc     | Francia     | 63    |
| 6    | Jesper Brugge      | Svezia      | 60    |
| 7    | Dzmitryj Daščynski | Bielorussia | 59    |
| 8    | Enak Gavaggio      | Francia     | 58    |
| 9    | Roman Hofer        | Austria     | 52    |
| 10   | Aurélien Fornier   | Francia     | 51    |

### Salti
| Pos. | Nome               | Nazione     | Punti |
| ---- | ------------------ | ----------- | ----- |
| 1    | Steve Omischl      | Canada      | 918   |
| 2    | Dzmitryj Daščynski | Bielorussia | 708   |
| 3    | Aljaksej Hryšyn    | Bielorussia | 498   |
| 4    | Aleš Valenta       | Rep. Ceca   | 470   |
| 5    | Joe Pack           | Stati Uniti | 388   |

### Gobbe
| Pos. | Nome                 | Nazione     | Punti |
| ---- | -------------------- | ----------- | ----- |
| 1    | Janne Lahtela        | Finlandia   | 891   |
| 2    | Toby Dawson          | Stati Uniti | 712   |
| 3    | Jeremy Bloom         | Stati Uniti | 600   |
| 4    | Travis-Antone Cabral | Stati Uniti | 564   |
| 5    | Nathan Roberts       | Stati Uniti | 486   |

### Ski cross
| Pos. | Nome             | Nazione  | Punti |
| ---- | ---------------- | -------- | ----- |
| 1    | Jesper Brugge    | Svezia   | 483   |
| 2    | Enak Gavaggio    | Francia  | 464   |
| 3    | Roman Hofer      | Austria  | 420   |
| 4    | Hiroomi Takizawa | Giappone | 345   |
| 5    | Xavier Kuhn      | Francia  | 325   |

### Halfpipe
| Pos. | Nome                | Nazione | Punti |
| ---- | ------------------- | ------- | ----- |
| 1    | Mathias Wecxsteen   | Francia | 222   |
| 2    | Laurent Favre       | Francia | 210   |
| 3    | Vincent Estorc      | Francia | 190   |
| 4    | Aurélien Fornier    | Francia | 154   |
| 5    | Mickaël Moh Navarro | Francia | 130   |

## Donne

### Risultati
| Data             | Luogo                            | Di. | Primo                  | Secondo            | Terzo                  |
| 6 settembre 2003 | Mount Buller, Australia          | AE  | Xu Nannan              | Alisa Camplin      | Lydia Lassila          |
| 7 settembre 2003 | Mount Buller, Australia          | AE  | Lydia Lassila          | Veronika Bauer     | Xu Nannan              |
| 22 novembre 2003 | Saas-Fee, Svizzera               | HP  | Marie Martinod         | Virginie Faivre    | Marie Andrieux         |
| 23 novembre 2003 | Saas-Fee, Svizzera               | SX  | Saša Farič             | Franziska Steffen  | Magdalena Iljans       |
| 5 dicembre 2003  | Ruka, Finlandia                  | AE  | Alisa Camplin          | Li Nina            | Kate Reed              |
| 6 dicembre 2003  | Ruka, Finlandia                  | MO  | Kari Traa              | Jennifer Heil      | Hannah Kearney         |
| 19 dicembre 2003 | Madonna di Campiglio, Italia     | MO  | Jennifer Heil          | Shannon Bahrke     | Margarita Marbler      |
| 20 dicembre 2003 | Madonna di Campiglio, Italia     | MO  | Kari Traa              | Shannon Bahrke     | Stéphanie Saint-Pierre |
| 7 gennaio 2004   | Les Contamines, Francia          | SX  | Ophélie David          | Franziska Steffen  | Valentine Scuotto      |
| 10 gennaio 2004  | Pozza di Fassa, Italia           | SX  | Franziska Steffen      | Aleisha Cline      | Ophélie David          |
| 11 gennaio 2004  | Pozza di Fassa, Italia           | SX  | Aleisha Cline          | Franziska Steffen  | Ophélie David          |
| 10 gennaio 2004  | Mont-Tremblant, Canada           | MO  | Stéphanie Saint-Pierre | Jennifer Heil      | Shannon Bahrke         |
| 11 gennaio 2004  | Mont-Tremblant, Canada           | AE  | Alisa Camplin          | Li Nina            | Deidra Dionne          |
| 16 gennaio 2004  | Lake Placid, USA                 | AE  | Wang Jiao              | Li Nina            | Lydia Lassila          |
| 17 gennaio 2004  | Lake Placid, USA                 | MO  | Jennifer Heil          | Shannon Bahrke     | Stéphanie Saint-Pierre |
| 18 gennaio 2004  | Lake Placid, USA                 | AE  | Alisa Camplin          | Lydia Lassila      | Asol' Slivec           |
| 18 gennaio 2004  | Laax, Svizzera                   | SX  | Magdalena Iljans       | Josefiina Kilpinen | Valentine Scuotto      |
| 24 gennaio 2004  | Fernie, Canada                   | DM  | Elisa Kurylowicz       | Jillian Vogtli     | Shelly Robertson       |
| 25 gennaio 2004  | Fernie, Canada                   | AE  | Alisa Camplin          | Veronika Bauer     | Elizabeth Gardner      |
| 30 gennaio 2004  | Deer Valley, USA                 | MO  | Kari Traa              | Hannah Kearney     | Jennifer Heil          |
| 31 gennaio 2004  | Deer Valley, USA                 | DM  | Kari Traa              | Sara Kjellin       | Margarita Marbler      |
| 31 gennaio 2004  | Deer Valley, USA                 | AE  | Alisa Camplin          | Lydia Lassila      | Evelyne Leu            |
| 31 gennaio 2004  | Špindlerův Mlýn, Repubblica Ceca | SX  | Ophélie David          | Josefiina Kilpinen | Magdalena Iljans       |
| 14 febbraio 2004 | Inawashiro, Giappone             | MO  | Margarita Marbler      | Jennifer Heil      | Jillian Vogtli         |
| 15 febbraio 2004 | Inawashiro, Giappone             | DM  | Margarita Marbler      | Jennifer Heil      | Kari Traa              |
| 14 febbraio 2004 | Harbin, Cina                     | AE  | Alisa Camplin          | Evelyne Leu        | Veronika Bauer         |
| 15 febbraio 2004 | Harbin, Cina                     | AE  | Lydia Lassila          | Anna Zukal'        | Alisa Camplin          |
| 21 febbraio 2004 | Naeba, Giappone                  | SX  | Aleisha Cline          | Magdalena Iljans   | Seraina Murk           |
| 22 febbraio 2004 | Naeba, Giappone                  | MO  | Hannah Kearney         | Margarita Marbler  | Laurel Shanley         |
| 28 febbraio 2004 | Špindlerův Mlýn, Repubblica Ceca | AE  | Li Nina                | Alisa Camplin      | Lydia Lassila          |
| 1º marzo 2004    | Špindlerův Mlýn, Repubblica Ceca | MO  | Jennifer Heil          | Kari Traa          | Margarita Marbler      |
| 6 marzo 2004     | Airolo, Svizzera                 | MO  | annullata.             | annullata.         | annullata.             |
| 7 marzo 2004     | Airolo, Svizzera                 | MO  | Hannah Kearney         | Margarita Marbler  | Jennifer Heil          |
| 8 marzo 2004     | Les Contamines, Francia          | HP  | Marie Martinod         | Virginie Faivre    | Kari Traa              |
| 10 febbraio 2004 | Sauze d'Oulx, Italia             | AE  | Alisa Camplin          | Evelyne Leu        | Elizabeth Gardner      |
| 12 febbraio 2004 | Sauze d'Oulx, Italia             | SX  | Ophélie David          | Josefiina Kilpinen | Aleisha Cline          |
| 14 febbraio 2004 | Sauze d'Oulx, Italia             | MO  | Kari Traa              | Hannah Kearney     | Margarita Marbler      |
| 13 febbraio 2004 | Bardonecchia, Italia             | HP  | Marie Martinod         | Virginie Faivre    | Kari Traa              |

Legenda:
- AE = Salti
- MO = Gobbe
- DM = Gobbe in parallelo
- SX = Skicross
- HP = Halfpipe

### Classifica generale
| Pos. | Nome              | Nazione   | Punti |
| ---- | ----------------- | --------- | ----- |
| 1    | Kari Traa         | Norvegia  | 104   |
| 2    | Marie Martinod    | Francia   | 100   |
| 3    | Virginie Faivre   | Svizzera  | 80    |
| 4    | Alisa Camplin     | Australia | 79    |
| 5    | Jennifer Heil     | Canada    | 67    |
|      | Ophélie David     | Francia   | 67    |
| 7    | Lydia Lassila     | Australia | 57    |
|      | Franziska Steffen | Svizzera  | 57    |
| 9    | Magdalena Iljans  | Svezia    | 55    |
|      | Margarita Marbler | Austria   | 55    |

### Salti
| Pos. | Nome          | Nazione   | Punti |
| ---- | ------------- | --------- | ----- |
| 1    | Alisa Camplin | Australia | 948   |
| 2    | Lydia Lassila | Australia | 679   |
| 3    | Evelyne Leu   | Svizzera  | 467   |
| 4    | Anna Zukal'   | Russia    | 442   |
| 5    | Li Nina       | Cina      | 433   |

### |Gobbe
| Pos. | Nome              | Nazione     | Punti |
| ---- | ----------------- | ----------- | ----- |
| 1    | Jennifer Heil     | Canada      | 940   |
| 2    | Kari Traa         | Norvegia    | 867   |
| 3    | Margarita Marbler | Austria     | 764   |
| 4    | Hannah Kearney    | Stati Uniti | 665   |
| 5    | Shannon Bahrke    | Stati Uniti | 501   |

### Ski cross
| Pos. | Nome               | Nazione   | Punti |
| ---- | ------------------ | --------- | ----- |
| 1    | Ophélie David      | Francia   | 535   |
| 2    | Franziska Steffen  | Svizzera  | 455   |
| 3    | Magdalena Iljans   | Svezia    | 438   |
| 4    | Josefiina Kilpinen | Finlandia | 396   |
| 5    | Saša Farič         | Slovenia  | 360   |

### Halfpipe
| Pos. | Nome            | Nazione  | Punti |
| ---- | --------------- | -------- | ----- |
| 1    | Marie Martinod  | Francia  | 300   |
| 2    | Virginie Faivre | Svizzera | 240   |
| 3    | Marie Andrieux  | Francia  | 160   |
| 4    | Kari Traa       | Norvegia | 120   |
| 5    | Audrey Faivre   | Svizzera | 90    |